# 魯德卡 (切梅里夫齊區)
49°6′24″N 26°14′17″E / 49.10667°N 26.23806°E
魯德卡（烏克蘭語：Рудка），是烏克蘭西部的村莊，隸屬赫梅利尼茨基州的卡緬涅茨-波多利斯基區。該村面積0.26平方公里，海拔高度283米，2001年人口60，人口密度每平方公里231.7人。